# ليون باربارو
ليون باربارو (بالإيطالية: Leone Barbaro)‏ هو مجدف إيطالي، ولد في 20 أكتوبر 1993 في روما في إيطاليا.

## وصلات خارجية
- ليون باربارو على موقع الاتحاد الدولي للتجديف (الإنجليزية)